# Luíz Carlos
Luíz Carlos Martins Moreira (sinh 5 tháng 7 năm 1985), hay đơn giản Luíz Carlos là một cầu thủ bóng đá Brasil thi đấu ở vị trí tiền vệ phòng ngự thi đấu cho Osmanlıspor.
Mùa hè năm 2016, Luíz Carlos ký hợp đồng với Al-Ahli Saudi FC

## Danh hiệu
S.C. Braga
- Taça de Portugal: 2015-16

Al-Ahli
- Saudi Super Cup: 2016